# Monique Dorsainvil
Monique Dorsainvil (Woodland Hills, Los Ángeles, California, 1987) es una política y activista estadounidense. Fue jefa adjunta de personal y asesora principal de la Oficina de Compromiso Público y Asuntos Intergubernamentales de la Casa Blanca durante el mandato de Barack Obama. Anteriormente se desempeñó como enlace LGBT con la Casa Blanca y desde 2017 es responsable de Relaciones Públicas de Facebook.

## Trayectoria
Dorsainvil nació en 1987 en Woodland Hills, California. Asistió a la escuela secundaria en el Colegio del Mundo Unido de Estados Unidos en Nuevo México. Se graduó de la Universidad Emory obteniendo una licenciatura en Salud Global y Estudios de Género y recibió el Premio Lucius Lamar McMullan de Emory.
Poco después de su graduación de 2009, comenzó a trabajar como pasante en la Casa Blanca en la oficina de la primera dama Michelle Obama. En 2012, había ascendido a Directora Adjunta de Eventos Especiales y Avanzados y para 2013, era Directora de Planificación y Eventos para la Participación Pública y Asuntos Intergubernamentales.
Dorsainvil, que es abiertamente gay, ocupó el puesto de enlace LGBT de la Casa Blanca en 2014, cuando Gautam Raghavan renunció al cargo. En noviembre de 2014, fue reemplazada cuando la Casa Blanca contrató a Aditi Hardikar como enlace permanente LGBT. Mientras se desempeñaba como enlace, Dorsainvil continuó con sus deberes como Directora de Planificación y Eventos para la Participación Pública y Asuntos Intergubernamentales, que incluían la planificación estratégica y la logística de eventos. Durante su trabajo en la administración de Obama, fue asesora de la OTAN, en temas relacionados con la sociedad civil.
Desde 2017 es responsable de Relaciones Públicas de Facebook.